# Basil Bernstein
Basil Bernstein (1. listopadu 1924 – 24. září 2000) byl britský sociolog známý svým dílem v oblasti sociolingvistiky a sociologie výchovy. Bernsteinovi byla udělena řada čestných univerzitních titulů. Jeho dílo mělo doposud výrazný dopad na částečnou reformu školní výuky v Chile a Mexiku.

## Život
Vyrůstal v rodině židovských imigrantů ve východním Londýně. V roce 1947 začal studovat sociologii na London School of Economics, aby se uživil, vystřídal během studií řadu povolání. Mezi lety 1954 a 1960 učil pošťáky a přístavní dělníky na City Day College (Shoreditch).
Když Basil Bernstein
pracoval jako sociální pracovník v usedlosti Bernhard Baron ve Stepney, ve
východním Londýně, poprvé si všiml toho, co později popsal jako
"diskontinuitu mezi pracovníky a členy komunity". Ta se projevovala
zejména ve způsobu, jakým spolu tyto skupiny navzájem komunikovaly. Toto
spojení - mezi sociálními skupinami a způsoby mluvení – ho navedlo směrem, díky
němuž se stal osobností světového významu v oboru socio-lingvistiky.
V roce 1960 se stal výzkumným asistentem v oblasti fonetiky na University College London, v té době také dokončil svůj doktorský kurz a obdržel titul PhD. Poté zamířil na Institute of Education, kde zůstal po zbytek své kariéry. Během působení na institutu publikoval všechny své nejdůležitější vědecké práce.

## Dílo
Nejznámějším dílem Basila Bernsteina je Teorie jazykových kódů, jejíž koncept představil roku 1971.  Mezi jeho vydané tituly patří například  4 série Class, Code and Control nebo kniha Pedagogy, Symbolic Control and Identity. Do českého jazyka nebylo přeloženo doposud žádné z jeho děl. 